# Adolf Gasser (Historiker)
Adolf Gasser (* 25. November 1903 in Burgdorf; † 15. Juni 1985 in Basel) war ein Schweizer Historiker und Theoretiker des Föderalismus.

## Leben

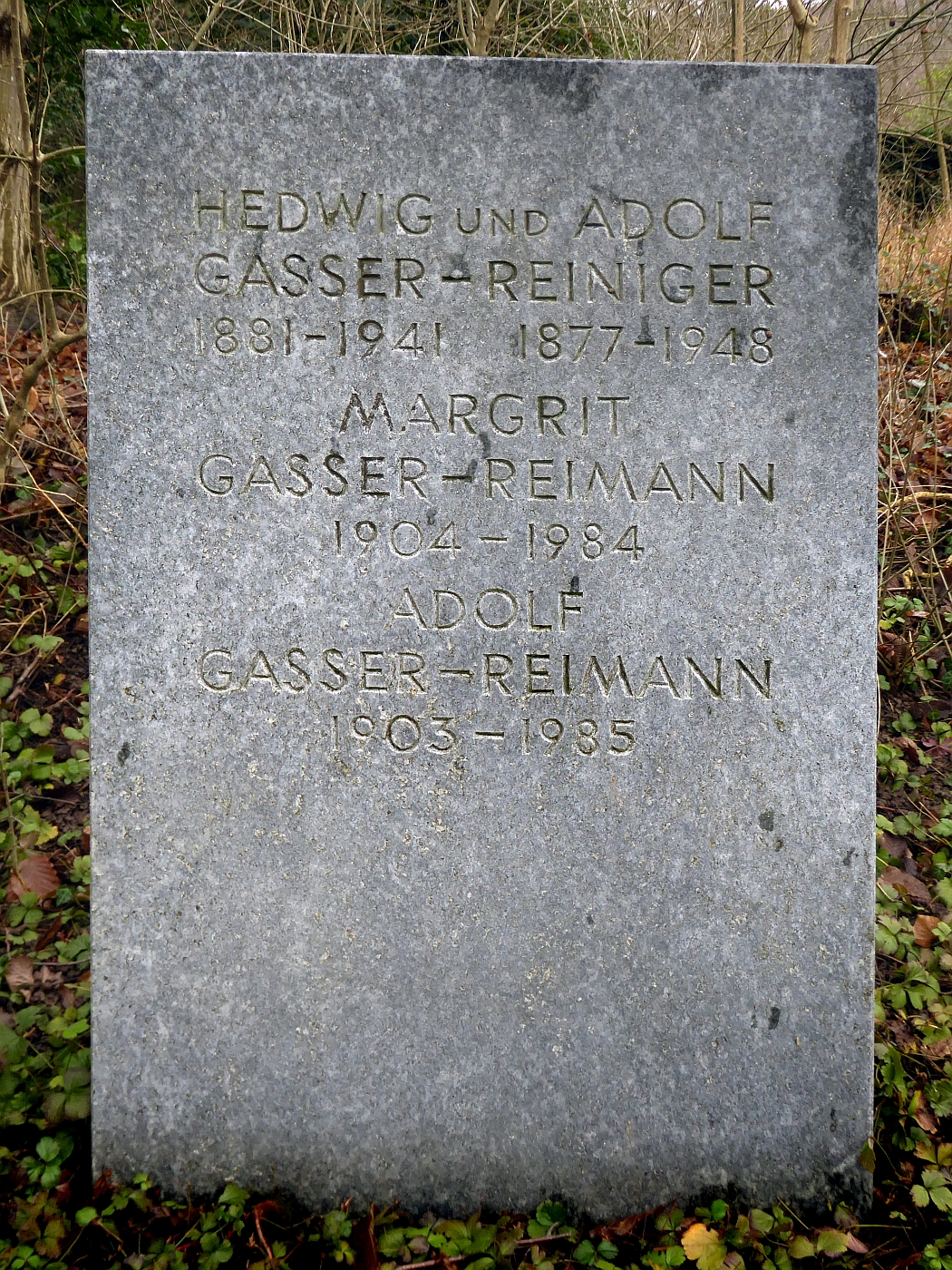
Familiengrab auf dem Friedhof am Hörnli, Riehen, Basel-Stadt

Adolf Gasser wuchs zusammen mit zwei Brüdern in Winterthur auf. Sein gleichnamiger Vater Adolf Gasser-Reiniger (1877–1948) war Lehrer am dortigen Technikum und von 1928 bis 1935 Nationalrat der SP. Beide Eltern hatten an der Universität Bern studiert und sich durch Vermittlung von Albert Einstein kennengelernt. Ab 1922 studierte Gasser in Heidelberg und in Zürich, wo er 1927 in Geschichte und Latein promovierte. Sein Doktorvater, der Historiker Karl Meyer (1885–1950), war für sein späteres Wirken prägend.
Von 1928 bis 1969 lehrte er am Humanistischen Gymnasium in Basel. 1936 wurde er Privatdozent, 1942 Lehrbeauftragter und 1950 ausserordentlicher Professor für Allgemeine Verfassungsgeschichte der mittleren und neueren Zeit an der Universität Basel.
Nach dem Zweiten Weltkrieg entfaltete er eine rege Vortragstätigkeit in der Bundesrepublik Deutschland. 1949 war er Mitbegründer des Rates der Gemeinden Europas.
Von 1953 bis 1968 war er freisinniger Basler Grossrat und von 1960 bis 1969 zusätzlich Verfassungsrat für die Wiedervereinigung der beiden Basel. Er leitete von 1955 bis 1960 die FDP des Kantons Basel. Nach seiner Pensionierung wurde er Präsident der Basler Arbeitsgemeinschaft zum Schutz von Natur und Umwelt (BASNU).

## Werk
Gassers wissenschaftliches und politisches Werk zeichnet sich durch eine historisch begründete Gemeinschaftsethik aus, in der Gemeindefreiheit und Föderalismus die Grundlage eines vereinten Europa darstellen.
Als Universalhistoriker beleuchtete er die Staats-, Rechts-, Wirtschafts-, Sozial-, Militär-, Kirchen- und Geistesverfassung sämtlicher Jahrhunderte. Mit seinem Leitartikel in der Sonntagsausgabe der Basler National-Zeitung kämpfte er gegen das Hitlerreich und schärfte dabei sein föderalistisches, am ethischen Kollektivismus der autonomen Kleinräume orientiertes Geschichtsbild.
Seine föderalistisch-freiheitliche Geschichtsauffassung spiegelt sich in seinen Büchern wider. Wie er im Vorwort zu seinem Werk Gemeindefreiheit als Rettung Europas/Grundlinien einer ethischen Geschichtsauffassung schrieb, ist für ihn eine umfassende kommunale Ermessensfreiheit unentbehrliche Voraussetzung für jede politische, soziale, moralische Gesundung Europas. Dieses Buch hat einen wichtigen Beitrag zur Stärkung der Institution der Gemeinde in Europa geleistet. Die Europäische Charta der kommunalen Selbstverwaltung kann als Umsetzung der in diesem Werk enthaltenen Grundsätze in völkerrechtliche Normen betrachtet werden.
Ein weiterer Forschungsbereich Gassers war die Kriegsschuldfrage für den Ersten Weltkrieg. Er hat dazu drei Essays verfasst, die den jeweils aktuellen Forschungsstand wiedergeben und in einem Buch vereinigt sind, und ist dazu auch mit einer aktiven Vortragstätigkeit in Deutschland hervorgetreten. Anlass zu diesen Forschungen war vor allem auch der Umstand, dass seine Mutter Deutsche war. Er vertrat und fundierte im genannten Werk vehement die Positionen von Fritz Fischer. So heisst es im Vorwort dazu u. a.: Die damalige deutsche Generation war unterbewusst von nationaler Selbstüberhebung durchdrungen, so dass ihr sogar übers Kriegsende 1918 hinaus jede Einsicht mangelte, welche Vermessenheit es war, einem Grosskrieg gegen drei Weltmächte zusammen entgegenzusteuern. .... Dabei bildete doch die Triple Entente der Gegner eines der lockersten, zu aggressiven Zwecken untauglichsten Abwehrsysteme, das die Weltgeschichte je kannte.

## Schriften (Auswahl)
- Die territoriale Entwicklung der Schweizerischen Eidgenossenschaft 1291–1797. Sauerländer, Aarau 1932.
- Geschichte der Volksfreiheit und der Demokratie. Sauerländer, Aarau 1939.
- Gemeindefreiheit als Rettung Europas. Grundlinien einer ethischen Geschichtsauffassung. Bücherfreunde, Basel 1947.
- Aufbau von unten oder Zwang von oben. Ein Beitrag zur Frage des Föderalismus. Dr. Riederer-Verlag, Stuttgart 1947.
- Für Freiheit und Recht 1940–1945. Ausgewählte Leitartikel der Basler «Nationalzeitung». Haupt, Bern 1948.
- Von den Grundlagen des Staates. Verlag für Wissenschaft und Praxis, Stuttgart 1950.
- Preussischer Militärgeist und Kriegsentfesselung 1914. Drei Studien zum Ausbruch des Ersten Weltkriegs. Helbing & Lichtenhahn, Basel/Frankfurt am Main 1985.